# Moschowhaitsia
Genre
Espèces de rang inférieur
- † M. vjuschkovi Tatarinov, 1963[1]
- † M. lidaqingi Liu & Abdala, 2023

Moschowhaitsia est un genre fossile de thérapsides thérocéphales ayant vécu durant la fin du Permien (Changhsingien) dans ce qui sont actuellement la Russie européenne et la Chine. Deux espèces sont connues, Moschowhaitsia vjuschkovi eu Moschowhaitsia lidaqingi.

## Présentation
Le genre Moschowhaitsia et l'espèce Moschowhaitsia vjuschkovi sont décrits en 1963 par le paléontologue russe Leonid Petrovitch Tatarinov.
Les archives fossiles indiquent que l'animal était l'un des plus grands carnivores des assemblages fauniques dans lesquels il vivait.